# Liste des directeurs de cabinet du Premier ministre français
Ne doit pas être confondu avec Secrétariat général du gouvernement (France).

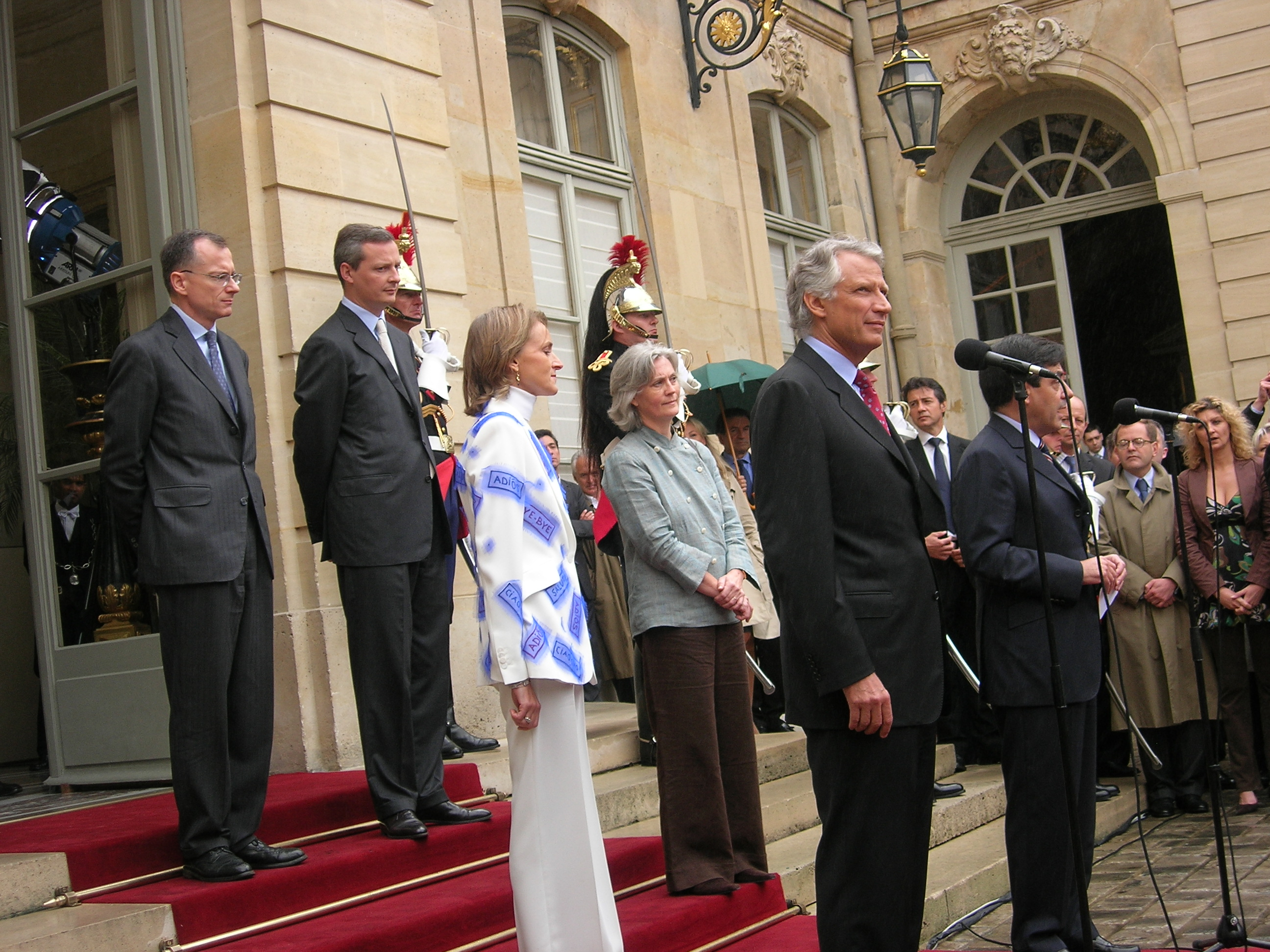
Passation de pouvoir de Dominique de Villepin à François Fillon en mai 2007, à l’arrière Bruno Le Maire et Jean-Paul Faugère.

Le Premier ministre français dispose d’un cabinet ayant à sa tête un directeur, issu de la haute fonction publique.

## Liste des directeurs de cabinet
| Premier ministre          | Directeur de cabinet                                                                               |
| ------------------------- | -------------------------------------------------------------------------------------------------- |
| Michel Debré              | - Pierre Racine (1959-1962)                                                                        |
| Georges Pompidou          | - Jean Donnedieu de Vabres (1962) - François-Xavier Ortoli (1962-1966) - Michel Jobert (1966-1968) |
| Maurice Couve de Murville | - Bruno de Leusse de Syon (1968-1969)                                                              |
| Jacques Chaban-Delmas     | - Jean Sicurani (1969-1971) - André Chadeau (1971-1972)                                            |
| Pierre Messmer            | - Jacques Friedmann (1972-1973) - Pierre Doueil (1973-1974)                                        |
| Jacques Chirac            | - Jacques Friedmann (1974) - Jacques Pélissier (1974-1975) - Jérôme Monod (1975-1976)              |
| Raymond Barre             | - Daniel Doustin (1976-1978) - Philippe Mestre (1978-1981)                                         |
| Pierre Mauroy             | - Robert Lion (1981-1982) - Michel Delebarre (1982-1984)                                           |
| Laurent Fabius            | - Louis Schweitzer (1984-1986)                                                                     |
| Jacques Chirac            | - Maurice Ulrich (1986-1988)                                                                       |
| Michel Rocard             | - Jean-Paul Huchon (1988-1991)                                                                     |
| Édith Cresson             | - Gérard Moine (1991-1992)                                                                         |
| Pierre Bérégovoy          | - Hervé Hannoun (1992) - Marc-Antoine Autheman (1992-1993)                                         |
| Édouard Balladur          | - Nicolas Bazire (1993-1995) - Patrick Suet (1995)                                                 |
| Alain Juppé               | - Maurice Gourdault-Montagne (1995-1997)                                                           |
| Lionel Jospin             | - Olivier Schrameck (1997-2002)                                                                    |
| Jean-Pierre Raffarin      | - Pierre Steinmetz (2002-2003) - Michel Boyon (2003-2005)                                          |
| Dominique de Villepin     | - Pierre Mongin (2005-2006) - Bruno Le Maire (2006-2007)                                           |
| François Fillon           | - Jean-Paul Faugère (2007-2012)                                                                    |
| Jean-Marc Ayrault         | - Christophe Chantepy (2012-2014)                                                                  |
| Manuel Valls              | - Véronique Bédague (2014-2016)                                                                    |
| Bernard Cazeneuve         | - Patrick Strzoda (2016-2017)                                                                      |
| Édouard Philippe          | - Benoît Ribadeau-Dumas (2017-2020)                                                                |
| Jean Castex               | - Nicolas Revel (2020-2022)                                                                        |
| Élisabeth Borne           | - Aurélien Rousseau (2022-2023) - Jean-Denis Combrexelle (2023-2024)                               |
| Gabriel Attal             | - Emmanuel Moulin (2024)                                                                           |
| Michel Barnier            | - Jérôme Fournel (2024)                                                                            |
| François Bayrou           | - Nicolas Pernot (depuis le 16 décembre 2024)                                                      |